# Yokohama Specie Bank

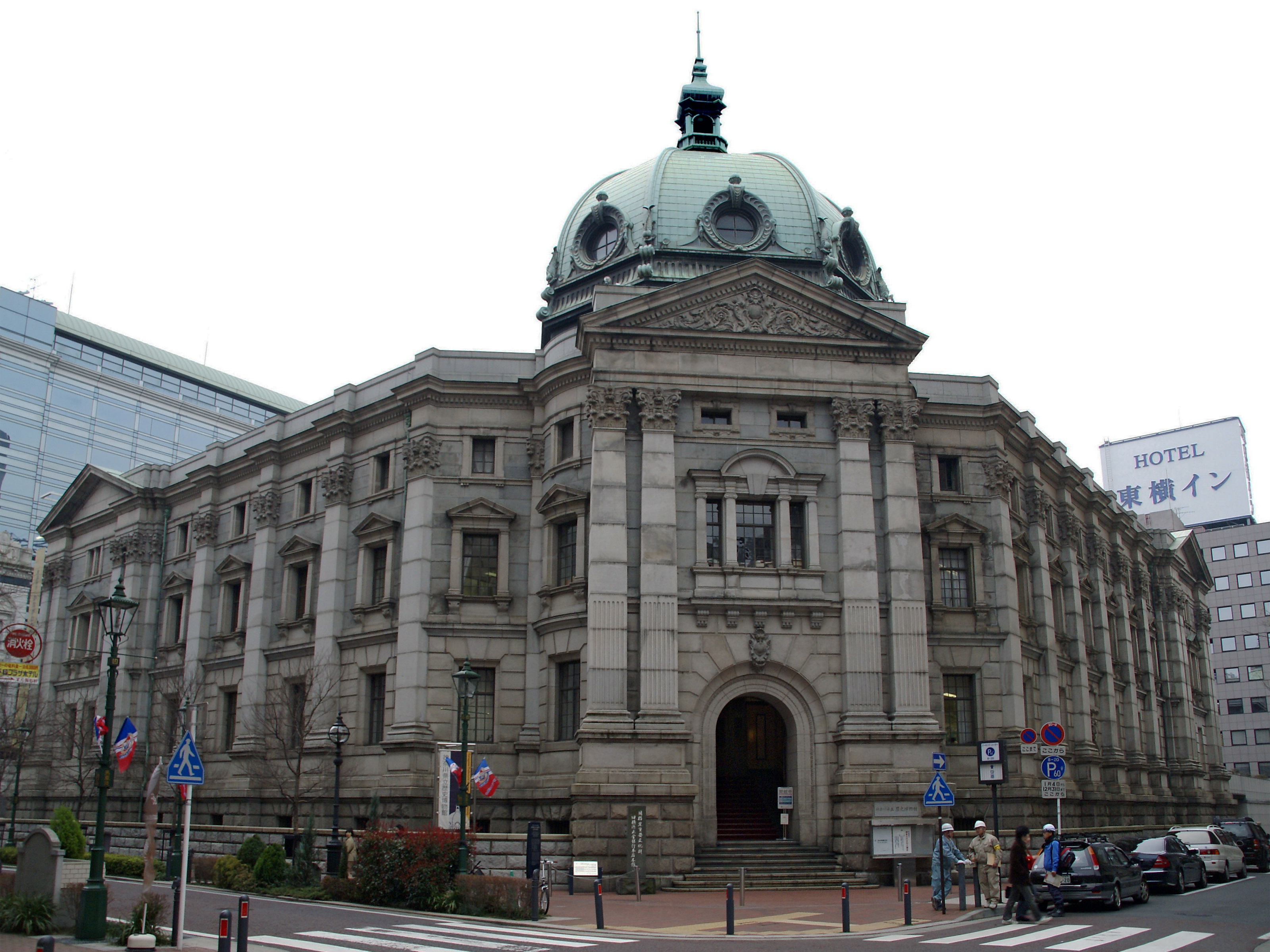
La sede centrale, ora Museo storico della Prefettura di Kanagawa

La Yokohama Specie Bank (横浜正金銀行?, Yokohama Shōkin Ginkō) è stata una banca giapponese. È esistita fra il 1880 e il 1946 ed era la banca specializzata nel commercio estero.

## Storia

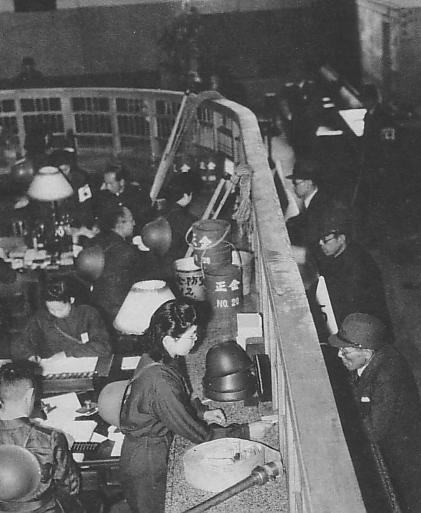
Il salone della banca durante la Seconda Guerra Mondiale

In base alla legge sulla Banca Nazionale del 1879 un consorzio di 23 finanzieri fondò la Yokohama Shōkin Ginkō, i cui compiti erano il finanziamento del commercio estero e il cambio delle valute nell'area dell'Estremo Oriente. Lo stato giapponese si riservò l'amministrazione e un terzo del capitale. L'istituto cominciò ad operare il 28 febbraio 1880 e nel 1882 iniziò anche l'attività di cambio delle valute.
Dopo la sede di Yokohama, la prima filiale aprì a Kōbe nel 1880. Nello stesso anno fu aperta l'agenzia di New York. Nel 1881 fu inaugurata la subagenzia di Londra, che nel 1884 fu elevata ad agenzia normale. Quest'ultima agiva anche come filiale della Banca del Giappone in Europa. Vennero poi Bombay (1894) e Hong Kong (1896).
Un'apposita ordinanza del 1887, modificata nel 1889, conferì alla YSB uno statuto speciale come banca di cambio, soggetta a controlli più stringenti che le banche ordinarie, ma anche titolare di aiuti da parte dello Stato e della Banca del Giappone.
Nel 1893 fu aperta l'agenzia di Shanghai. A partire dalla guerra sino-giapponese del 1895 il compito principale della Yokohama Shōkin Ginkō divenne quello di finanziare il commercio con la Cina. Furono così aperte anche le agenzie di Tientsin (1899), Newchwang (1900), Pechino (1902) e Dairen (1906).
Nel 1901 la Yokohama Shōkin Ginkō ottenne il diritto di stampare cartamoneta nei territori d'oltremare. La prima emissione avvenne a Tientsin nel 1902  e Shanghai, esse erano garantite dalle riserve di argento della banca e denominate in dollari messicani o tael. Allo scoppio della guerra russo-giapponese furono emesse banconote per pagare l'armata del Kwantung, che circolarono in Manciuria: esse erano denominate in yen e sen. Per garantire il controvalore delle banconote il ministero delle finanze stanziò 15¼ milioni di yen. Vennero poi le emissioni di banconote (garantite da riserve d'argento) per Pechino (1910), Tsingtao (1915), Hankow (1917), Tsinan (1920) e Harbin (1921). 
Intanto venivano aperte nuove filiali, a Lione, San Francisco, Honolulu, Buenos Aires, Rangun, Surabaya, Calcutta, Sydney. 
Al termine della seconda guerra mondiale il Comandante supremo delle forze alleate riorganizzò l'istituto nel 1947 come Tōkyō Ginkō.

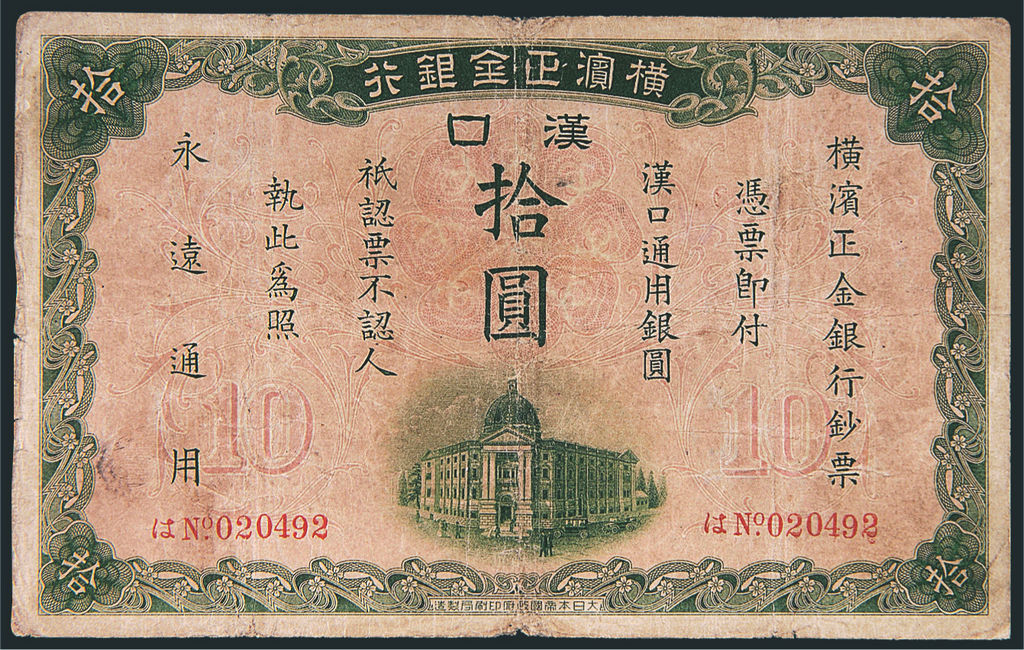
Banconota da 10 Yüan della filiale di Hankow (1917)

## Note

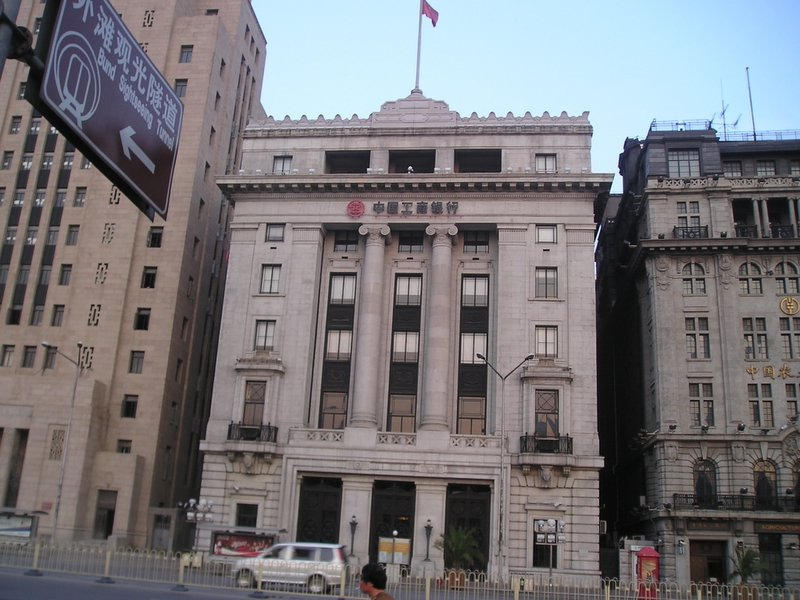
La filiale di Shanghai al numero 24 del Bund (oggi sede della Industrial and Commercial Bank of China)

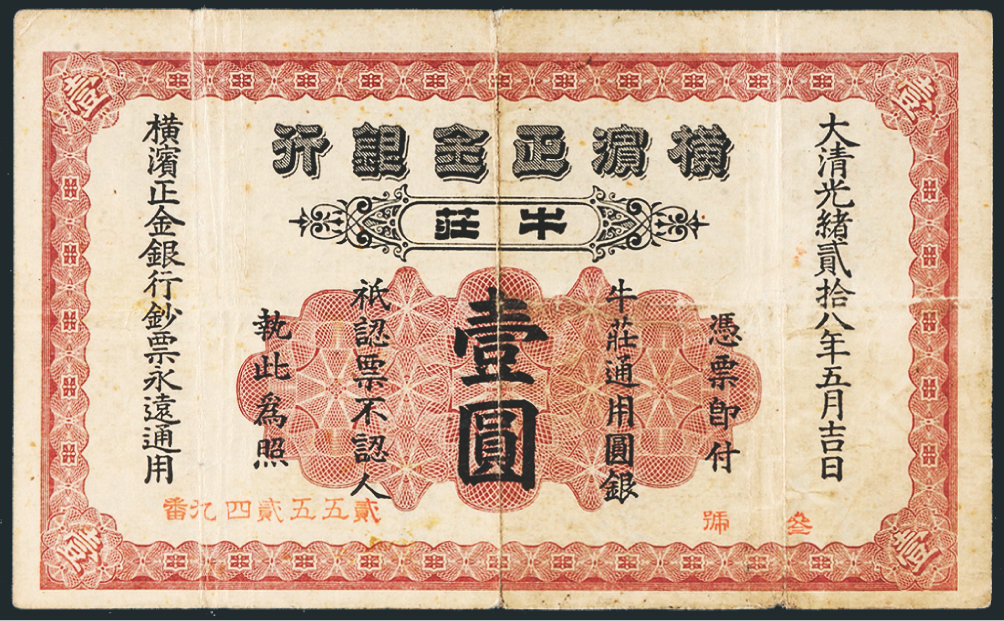
Banconota da 1 Yüan della filiale di Newchwang (serie 1917–1930)